# Expoziția „Hidrocentrala Porțile de Fier”
Expoziția „Hidrocentrala Porțile de Fier” este un muzeu județean din Drobeta Turnu-Severin. Prezintă piese de istorie și etnografie din zona Porților de Fier precum și exponate legate de construirea hidrocentralei Porțile de Fier I de pe Dunăre.
În urma formării lacului de acumulare au fost strămutate 10 localități pe malul românesc, între care Orșova, Ada-Kaleh, Ogradena, Vârciorova, Tisovița, Plavișevița. În amintirea insulei Ada-Kaleh s-a amenajat un interior turcesc cu piese reprezentative populației turcești ale acestei insule. În muzeu mai sunt expuse costume populare din zona Porțile de Fier și o moară de apă, ce ar putea fi considerată precursoarea turbinei Pelton.